# سید مسعود موسوی اردبیلی
سید مسعود موسوی کریمی معروف به سید مسعود موسوی اردبیلی پژوهشگر فلسفه و استادیار دانشگاه مفید است. او فرزند سید عبدالکریم موسوی اردبیلی است و از ۱۱ تیر ۱۳۹۶ ریاست دانشگاه مفید را بر عهده دارد. وی داماد آیت الله هاشمی شاهرودی است.
وی دارای مدرک دکتری فلسفه از دانشگاه اوتاوا، فوق لیسانس فلسفه علم از دانشگاه صنعتی شریف و مهندسی مکانیک از دانشگاه علم و صنعت ایران است. 